# 鎮西奉行
鎮西奉行（ちんぜいぶぎょう）とは、鎌倉幕府成立期において、鎮西（九州）の御家人の指揮統制を行った職。『吾妻鏡』には「鎮西奉行」や「鎮西守護（ちんぜいしゅご）」の呼称がみえる。ただし、幕府の正式な官職とする明確な資料による裏付けはないとされ、幕府から鎮西武士の統轄を委任された者の呼称とする説もある。
元寇後に鎌倉幕府は北条兼時と北条時家を「鎮西奉行人」として派遣して異国警固番役を強化し、後に鎮西奉行に代わって設置された鎮西探題との過渡的な役割を果たした。

## 概要
鎮西奉行は1185年（文治元年）末から1186年（文治2年）頃に、九州の御家人統率と軍事警察を担うために天野遠景が派遣され、大宰府に守護所を置いたのが始まりである。
しかし、天野遠景に比べて以後に鎮西奉行に就いたとされる人物は権限が小さく、同一の職といえるかも含めて争点となっており、遠景の後任者については以下のように説が分かれる。
- 天野遠景のみで廃絶したとする説（相田二郎の説[1]）
- 中原親能が就任したとする説
- 武藤資頼が就任したとする説
- 中原親能も武藤資頼も就任したとする説（石井進の説[1]）

瀬野精一郎は、遠景後の後継者について諸説あることをまとめた上で、「鎮西奉行は一般的呼称にすぎず、鎌倉幕府の正式な官職名ではなかったとする説（佐藤進一説）もあるごとく、その性格がなお不明瞭な点が多いことに起因しているといえる」と指摘している。
『佐賀市史』は鎮西奉行に中原親能、武藤資頼が就任し、大宰少弐に就いた武藤資頼が子の資能に大宰少弐と鎮西奉行を継がせて代々この職を世襲したとしている。しかしその後、永仁元年（1293年）に鎮西探題が設置され、肥前国守護とともに北条氏が継承することとなり、鎮西探題と少弐氏の対立が鎌倉幕府滅亡まで続いたとしている。